# Trutowo
Trutowo [pronunciación en polaco: /truˈtɔvɔ/] es un pueblo ubicado en el distrito administrativo de Gmina Kikół, dentro del distrito de Lipno, voivodato de Cuyavia y Pomerania, en el norte de Polonia central. Se encuentra aproximadamente a 8 kilómetros al noroeste de Kikół, a 16 kilómetros al noroeste de Lipno, y a 30 kilómetros al este de Toruń.
El pueblo tiene una población de 140 habitantes.